# Lycoperdina angusta
Lycoperdina angusta is een keversoort uit de familie zwamkevers (Endomychidae). De wetenschappelijke naam van de soort werd in 1948 gepubliceerd door Gilbert John Arrow.